# Finn de Bruin
Finn de Bruin (Zoetermeer, 5 april 2004) is een Nederlands voetballer die als middenvelder voor ADO Den Haag speelt.

## Clubcarrière

### Jeugd
Finn de Bruin kwam tot 2021 in de jeugd uit voor SV Nootdorp waar hij alle selectie teams heeft doorlopen. Na een stage bij Sparta onder -18 kreeg hij een jeugdcontract aangeboden, hij speelde 1 seizoen in de jeugd van de Rotterdamse club.

### ADO Den Haag
Op 1 juli 2022 verruilde de Bruin de jeugd van Sparta Rotterdam voor het Haagse ADO Den Haag. Bij ADO begon hij in de Onder -21 waarna hij in seizoen 2023/24 zich in de kijker speelde van trainer Darije Kalezic. 
De Bruin maakte zijn debuut tegen zijn oude club Sparta Rotterdam in de tweede ronde van de KNVB Beker, hij werd in de 86ste minuut gewisseld voor Calvin Gustina. De wedstrijd werd gewonnen met 2-0 door doelpunten van Daryl van Mieghem en Joel Ideho. Op 16 september 2024 scoorde hij zijn eerste doelpunt tegen Jong PSV (2-2).

## Statistieken
| Seizoen | Club         | Competitie     | Competitie | Competitie | Beker | Beker | Overig | Overig | Totaal | Totaal |
| Seizoen | Club         | Competitie     | Wed.       | Dlp.       | Wed.  | Dlp.  | Dlp.   | Dlp.   | Wed.   | Dlp.   |
| ------- | ------------ | -------------- | ---------- | ---------- | ----- | ----- | ------ | ------ | ------ | ------ |
| 2023/24 | ADO Den Haag | Eerste divisie | 8          | 0          | 1     | 0     | 0      | 0      | 9      | 0      |
| 2024/25 | ADO Den Haag | Eerste divisie | 16         | 1          | 1     | 0     | 0      | 0      | 17     | 1      |
| Totaal  | Totaal       | Totaal         | 24         | 1          | 2     | 0     | 0      | 0      | 26     | 1      |

Bijgewerkt op 21 maart 2025.
1 Wentges ·
2 Van der Sloot ·
4 Waem ·
5 Sylla ·
6 Sürmeli ·
7 Van Mieghem ·
8 Vlak ·
9 Bonis ·
10 Schalk  ·
11 Rottier ·
12 Hämäläinen ·
15 Hokke ·
16 De Bruin ·
17 Mohammad ·
18 Peupion ·
19 Reischl ·
22 Lourens ·
23 Nikiema ·
24 Heesen ·
25 Kilo ·
26 De Ruijter ·
28 Coremans ·
29 Van de Riet ·
30 Brandt ·
31 Geoffery ·
32 Houwaart ·
33 Dijkhuizen ·
34 Does ·
35 Maasland ·
36 Boakye ·
37 Payne ·
45 Tomas ·
Coach: Kalezić
· Assistent-coach: Schwiebbe
· Assistent-coach: Vrede
· Keeperstrainer: Hisso